# Селангор
Селангор е щат на Малайзия. Населението му е 5 462 141 жители (по преброяване от 2010 г.), а има площ от 7931 кв. км. Административен център е град Шах Алам. Пощенските му кодове са в диапазона 40xxx до 48xxx и 60xxx до 68xxx, а телефонния му код е 03. Селангор е най-богатият щат по БВП на глава от населението от щатите в Малайзия. Етническият му състав е: 52,9% малайци, 27,8% китайци, 13,3% индйци и 6% други.